# Агібу Камара
Агібу Камара (фр. Aguibou Camara, нар. 20 травня 2001) — гвінейський футболіст, півзахисник болгарського клубу «Лудогорець» і національної збірної Гвінеї.

## Клубна кар'єра
Народився 20 травня 2001 року. Вихованець академії французького футбольного клубу «Лілль».
У дорослому футболі дебютував 2019 року виступами за другу команду «Лілля», в якій провів два сезони, взявши участь у 21 матчі чемпіонату. 
Влітку 2021 року перебрався до грецького «Олімпіакоса», де швидко став отримувати постійну ігрову практику.
У липні 2024 року підписав контракт з чемпіоном Болгарії «Лудогорцем».

## Виступи за збірні
2017 року дебютував у складі юнацької збірної Гвінеї (U-17), загалом на юнацькому рівні взяв участь у 7 іграх, відзначившись одним забитим голом.
2019 року дебютував в офіційних матчах у складі національної збірної Гвінеї. У складі збірної був учасником Кубка африканських націй 2021, що проходив на початку 2022 року в Камеруні, де виходив на поле у двох іграх.
| Дата       | Місто                | Господарі            | Результат | Гості        | Турнір                                        | Голи | Примітки  |
| ---------- | -------------------- | -------------------- | --------- | ------------ | --------------------------------------------- | ---- | --------- |
| 12-10-2019 | Версаль              | Коморські Острови    | 1 – 0     | Гвінея       | товариський матч                              | -    | 46'       |
| 31-5-2021  | Анталія              | Туреччина            | 0 – 0     | Гвінея       | товариський матч                              | -    | 72'       |
| 5-6-2021   | Манавгат             | Того                 | 2 – 0     | Гвінея       | товариський матч                              | -    | 73'       |
| 11-6-2021  | Манавгат             | Гвінея               | 2 – 1     | Нігер        | товариський матч                              | 1    |           |
| 6-10-2021  | Марракеш             | Судан                | 1 – 1     | Гвінея       | Відбір до ЧС 2022                             | -    | 86'       |
| 9-10-2021  | Агадір               | Гвінея               | 2 – 2     | Судан        | Відбір до ЧС 2022                             | -    | 76'       |
| 12-10-2021 | Рабат                | Гвінея               | 1 – 4     | Марокко      | Відбір до ЧС 2022                             | -    | 57'       |
| 12-11-2021 | Конакрі              | Гвінея               | 0 – 0     | Гвінея-Бісау | Відбір до ЧС 2022                             | -    | 74' 85'   |
| 16-11-2021 | Касабланка           | Марокко              | 3 – 0     | Гвінея       | Відбір до ЧС 2022                             | -    | 49' 85'   |
| 3-1-2022   | Кігалі               | Руанда               | 3 – 0     | Гвінея       | товариський матч                              | -    |           |
| 6-1-2022   | Кігалі               | Руанда               | 0 – 2     | Гвінея       | товариський матч                              | -    | 46'       |
| 10-1-2022  | Бафусам              | Гвінея               | 1 – 0     | Малаві       | Кубок африканських націй 2021 - груповий етап | -    | 46'       |
| 24-1-2022  | Бафусам              | Гвінея               | 0 – 1     | Гамбія       | Кубок африканських націй 2021 - 1/8 фіналу    | -    | 76'       |
| 25-3-2022  | Кортрейк             | ПАР                  | 0 – 0     | Гвінея       | товариський матч                              | -    | 83'       |
| 5-6-2022   | Каїр                 | Єгипет               | 1 – 0     | Гвінея       | Відбір до Кубка африканських націй 2023       | -    | 55' 90+2' |
| 9-6-2022   | Конакрі              | Гвінея               | 1 – 0     | Малаві       | Відбір до Кубка африканських націй 2023       | -    | 59'       |
| 23-9-2022  | Бір-ель-Джір         | Алжир                | 1 – 0     | Гвінея       | товариський матч                              | -    | 71'       |
| 17-6-2023  | Курналя-да-Льобрегат | Бразилія             | 4 – 1     | Гвінея       | товариський матч                              | -    | 83'       |
| 9-9-2023   | Лілонгве             | Малаві               | 2 – 2     | Гвінея       | Відбір до Кубка африканських націй 2023       | 1    |           |
| 13-10-2023 | Сетубал              | Гвінея               | 1 – 0     | Гвінея-Бісау | товариський матч                              | -    | 80'       |
| 17-10-2023 | Фару                 | Гвінея               | 1 – 1     | Габон        | товариський матч                              | -    | 84'       |
| 17-11-2023 | Беркан               | Гвінея               | 2 – 1     | Уганда       | Відбір до ЧС 2026                             | 1    |           |
| 21-11-2023 | Франсистаун          | Ботсвана             | 1 – 0     | Гвінея       | Відбір до ЧС 2026                             | -    | 90+2'     |
| 8-1-2024   | Абу-Дабі             | Гвінея               | 2 – 0     | Нігерія      | товариський матч                              | 1    |           |
| 15-1-2024  | Ямусукро             | Камерун              | 1 – 1     | Гвінея       | Кубок африканських націй 2023 - груповий етап | -    |           |
| 19-1-2024  | Ямусукро             | Гвінея               | 1 – 0     | Гамбія       | Кубок африканських націй 2023 - груповий етап | 1    |           |
| 23-1-2024  | Ямусукро             | Гвінея               | 0 – 2     | Сенегал      | Кубок африканських націй 2023 - груповий етап | -    |           |
| 28-1-2024  | Абіджан              | Екваторіальна Гвінея | 0 – 1     | Гвінея       | Кубок африканських націй 2023 - 1/8 фіналу    | -    |           |
| 2-2-2024   | Абіджан              | ДР Конго             | 3 – 1     | Гвінея       | Кубок африканських націй 2023 - чвертьфінал   | -    |           |
| 6-6-2024   | Алжир                | Алжир                | 1 – 2     | Гвінея       | Відбір до ЧС 2026                             | 1    | 90+9'     |
| 10-6-2024  | Ель-Джадіда          | Гвінея               | 0 – 1     | Мозамбік     | Відбір до ЧС 2026                             | -    | 84'       |
| 6-9-2024   | Кіншаса              | ДР Конго             | 1 – 0     | Гвінея       | Відбір до Кубка африканських націй 2025       | -    | 68'       |
| 10-9-2024  | Ямусукро             | Гвінея               | 1 – 2     | Танзанія     | Відбір до Кубка африканських націй 2025       | -    |           |
| 12-10-2024 | Абіджан              | Гвінея               | 4 – 1     | Ефіопія      | Відбір до Кубка африканських націй 2025       | -    | 90+1'     |
| 16-11-2024 | Абіджан              | Гвінея               | 1 – 0     | ДР Конго     | Відбір до Кубка африканських націй 2025       | -    | 66'       |
| 19-11-2024 | Дар-ес-Салам         | Танзанія             | 1 – 0     | Гвінея       | Відбір до Кубка африканських націй 2025       | -    | 79'       |
| 21-3-2025  | Абіджан              | Гвінея               | 0 – 0     | Сомалі       | Відбір до ЧС 2026                             | -    | 73'       |
| 25-3-2025  | Кампала              | Уганда               | 1 – 0     | Гвінея       | Відбір до ЧС 2026                             | -    | 75'       |
| Усього     |                      | Матчів               | 38        |              | Голів                                         | 6    |           |

## Титули і досягнення
- Чемпіон Греції (1):

«Олімпіакос»: 2021–22
- Володар Суперкубка Болгарії (1):

«Лудогорець»: 2024
- Чемпіон Болгарії (1):

«Лудогорець»: 2024–25
- Володар Кубка Болгарії (1):

«Лудогорець»: 2024–25